# Factor g
El factor g (també anomenat valor g o moment magnètic adimensional) és una quantitat adimensional que caracteritza el moment magnètic i la fracció giromagnètica d'una partícula o un nucli atòmic. Essencialment és una constant de proporcionalitat que relaciona el moment magnètic observat μ d'una partícula amb el nombre quàntic de moment angular apropiat i el quanta fonamental de magnetisme, normalment el magnetó de Bohr o magnetó nuclear.

## Càlculs

### Factorsgde l'electró
Hi ha tres moments magnètics associats amb un electró: un del seu moment angular espín, un del seu moment angular orbital, i un del seu moment angular total (la suma dels dos anteriors en mecànica quàntica). Corresponent a aquests tres moments hi ha tres factors g diferents:

#### Factorgde l'espín de l'electró
El més famós d'aquests és el factor g de l'espín de l'electró (normalment anomenat simplement el factor g de l'electró), ge, definit per
{\displaystyle {\boldsymbol {\mu }}_{S}={\frac {g_{e}\mu _{\mathrm {B} }}{\hbar }}{\boldsymbol {S}}}
on μS és el moment magnètic total que resulta de l'espín dels electrons, S és el seu moment angular espín, i μB és el magnetó de Bohr. En física atòmica, el factor g de l'espí de l'electró normalment es defineix com al valor absolut o negatiu de ge:
{\displaystyle g_{S}=|g_{e}|=-g_{e}.}
El component z del moment magnètic aleshores és 
{\displaystyle \mu _{z}=-g_{S}\mu _{\mathrm {B} }m_{s}}
El valor gS és aproximadament 2.002319, i és conegut amb gran precisió. La raó per la qual no és exactament dos s'explica pel càlcul del moment dipol magnètic anòmal en l'electrodinàmica quàntica.

#### Factorgorbital de l'electró
Segon, el factor g orbital de l'electró, gL, es defineix com a 
{\displaystyle {\boldsymbol {\mu }}_{L}=-{\frac {g_{L}\mu _{\mathrm {B} }}{\hbar }}{\boldsymbol {L}}}
on μL és el moment magnètic total del moment angular orbital de l'electró, L'' és la magnitud del seu moment angular orbital, i μB és el magnetó de Bohr. El valor de gL és exactament igual a un, degut a un argument de la mecànica quàntica anàleg a la derivació de la fracció giromagnètica. Per a un electró en un orbital amb un nombre quàntic magnètic ml, el component z del moment angular orbital és 
{\displaystyle \mu _{z}=g_{L}\mu _{\mathrm {B} }m_{l}}
que, ja que gL = 1, és simplement μBml

#### Factorg(Landé) del moment angular total
Tercer, el factor g de Landé, gJ, es defineix com
{\displaystyle {\boldsymbol {\mu }}=-{\frac {g_{J}\mu _{\mathrm {B} }}{\hbar }}{\boldsymbol {J}}}
on μ és el moment magnètic total que resulta d'ambdós els moments angular d'espín i orbital de l'electró, J = L''+S és el seu moment angular total, i μB és el magnetó de Bohr. El valor de gJ està relacionat amb gL i gS per un argument de la mecànica quàntica; vegeu Factor g de Landé.

### Factorsgdel nucleó i del nucli
Els protons, neutrons, i molts nuclis atòmics tenen espín i moments magnètics i, per tant, tenen factors g associats. La fórmula que s'usa convencionalment és 
{\displaystyle {\boldsymbol {\mu }}={\frac {g\mu _{\mathrm {N} }}{\hbar }}{\boldsymbol {I}}}
on μ és el moment magnètic que resulta de l'espín nuclear, I és el moment angular de l'espín nuclear, μN és el magnetó nuclear, i g és el factor g efectiu.